# Řád Slovenského kříže (1939–1945)

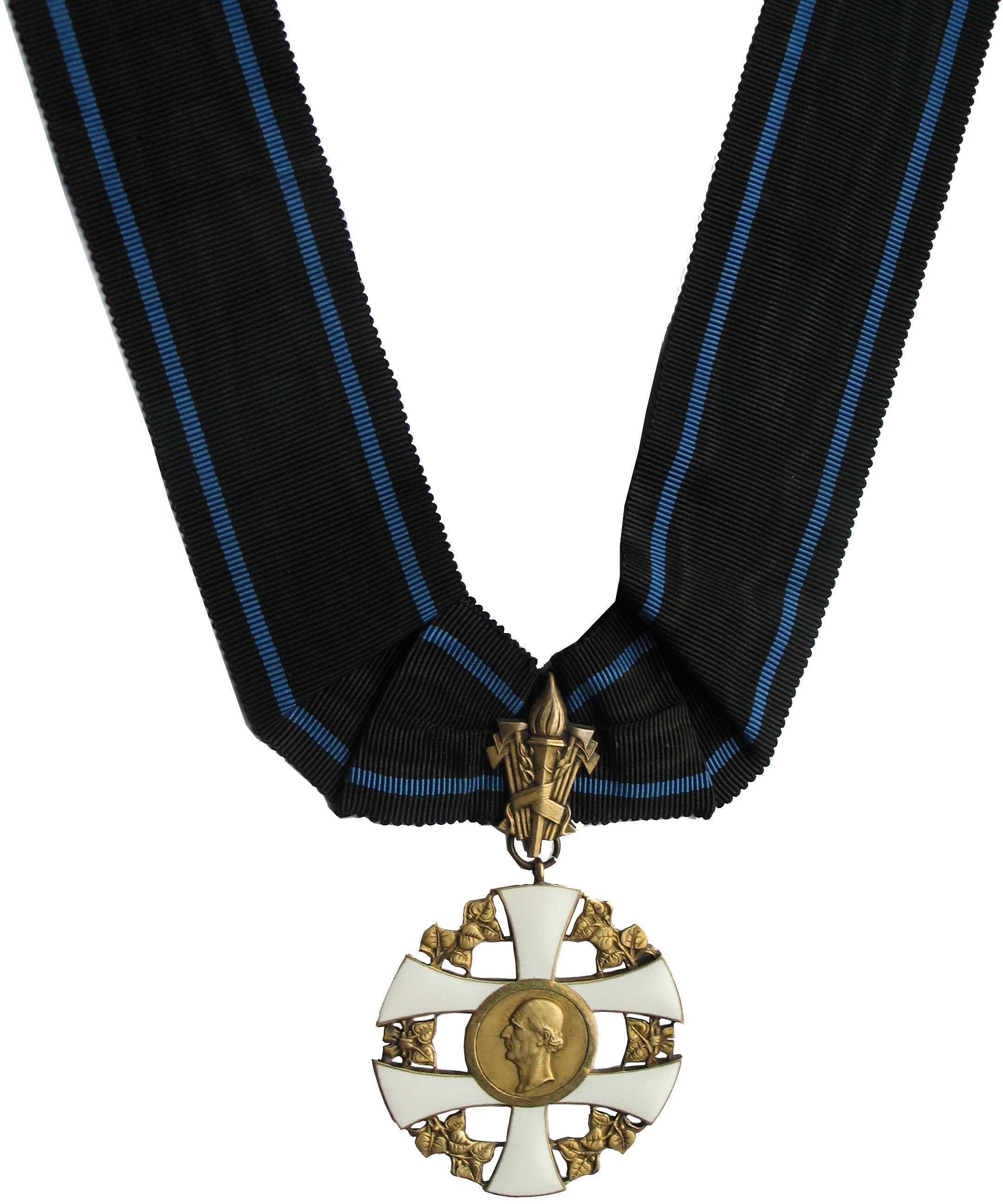
Líc Slovenského kříže

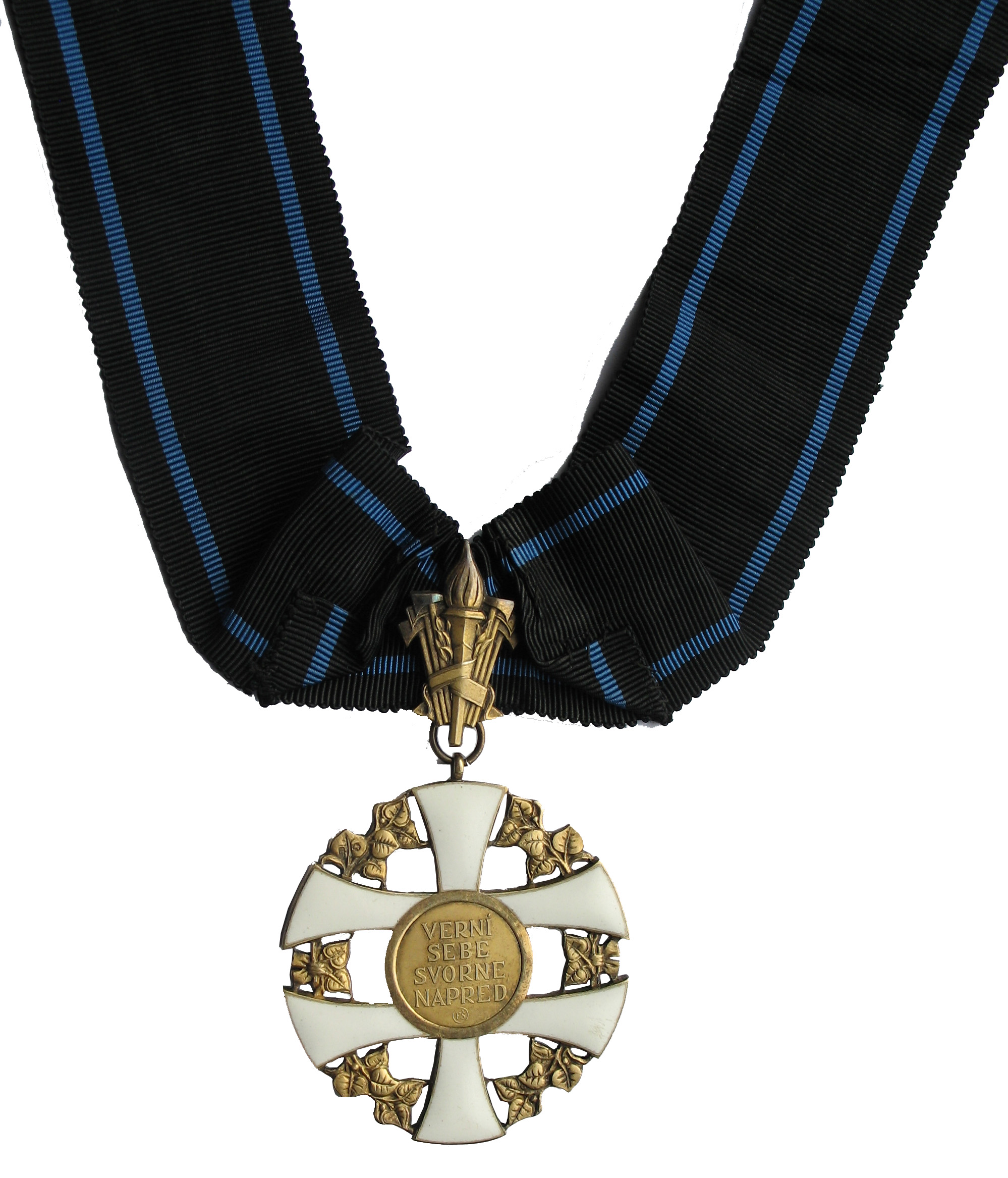
Rubová strana Slovenského kříže

Řád Slovenského kříže (též Hlinkův řád) byl civilní a vojenský záslužný řád Slovenské republiky v letech 1939 až 1945. Byl založen státním prezidentem Jozefem Tisem současně s Pribinovým řádem. Byl rozdělen na pět tříd a mohl být udělován pouze státním občanům.

## Struktura řádu
Byl rozdělen do pěti tříd: Velkokříž, Velkodůstojnický kříž, Komandérský kříž, Důstojnický kříž a Rytířský kříž, jako zvláštní ocenění byl pak udělován také s řetězem. Oceněný byl také obdarován mečem a prstenem.

## Vzhled

### Medaile
Ústředním symbolem medaile je bíle smaltovaný slovenský dvojkříž osazený do kruhu, který uprostřed nesl zlatý medailon, na kterém je vpravo hledící hlava slovenského náboženského a politického vůdce Andreje Hlinky. Mezi šesti rameny kříže je umístěn kovový (zlatý nebo stříbrný) lipový věnec. Mezi stuhou na řádu, která je černá se světle modrými postranními pruhy, je také mezispona, kterou pro třídy od komandéra výše tvořily symboly pochodně a šesti seker. Ve IV. a V. třídě se tato mezispona skládá ze dvou třílistých lipových ratolestí, které jsou ohnuté ven. Na zadní straně medaile je vyryt nápis: VERNÍ SEBE, SVORNE NAPRED („Věrni sobě, svorně vpřed“)
Vzhled pro třídu velkodůstojníka a velkokříže je pak stejný. Je stříbrný, šesticípý a pokrytý přední částí komandérského kříže (bez mezispony), který je umístěn na šestiboké zlaté hvězdě z olivových listů.

### Řetěz
Řetěz Slovenského kříže je stejný jako u Pribinova řádu. Jeho články se střídavě skládají ze svazků Svatoplukových ratolestí a zlatého dvojkříže na modrém trojvrší, který se opakuje také na kříži Pribinova řádu.

### Medaile Slovenského kříže
Kolem roku 1940 vznikla také třířadá medaile Slovenského kříže o průměru 33 mm (zlatá, stříbrná a bronzová). Na přední straně byl zobrazen řádový kříž s hlavou Hlinky. Na rubu se opakuje heslo řádu, po obou stranách nápisu je však znázorněn trojlistý lipový list. Stejně tak medaile samotně visí z trojlisté lipové ratolesti a byla nošena na levé straně hrudi. Samotná modrá stuha, široká 25 cm, byla překřížena dvěma rumělkovými pruhy, každý o šířce 2 mm.
Řád zanikl s osvobozením Československa v květnu 1945.